# SBS NET
SBS NET var en dansk tv-kanal, som var en del af SBS TV, der er ejet af SBS Broadcasting, der udover SBS NET også ejer bl.a. Kanal 4, Kanal 5 og The Voice TV.

SBS NETs nyhedsdækning skete i et samarbejde med fem lokal-tv stationer, som sendte regionale nyheder hver dag fem gange om dagen i hverdagene og to gange 15 minutter lørdag og søndag.

SBS NET havde regionalafdelinger i Aalborg, Århus, Odense, Næstved og København.

SBS NET begyndte at sende for første gang 1. januar 2007 på samme frekvens, som Kanal 4 tidligere blev sendt på, hvormed SBS NET erstattede Kanal 4 på det lokale sendenet. Kanal 4 sender nu kun via satellit og kabel-tv. SBS NET kunne modtages gratis via stueantenne og var også inkluderet i diverse kabel-tv-pakker, antenneforeninger og parabolpakker.

SBS NET var målrettet de 21-50-årige og ville henvende sig lidt mere til den mandlige seer, end til den kvindelig seer.

SBS NET sendte bl.a. rejseprogrammer, dokumentarserier, lokale nyheder, egenproduktioner, film og serier. 

Serier, SBS NET sendte,bl.a. Spin City, Battlestar Galactica ,Stargate SG-1 og Biker-Jens i USA.

## Big Brother på SBS NET
I 2005 stod SBS NET for Big Brother sendingenerne i en sæson efter denne sæson blev Big Brother ført over til den gamle Big Brother-kanal nemlig TvDanmark2 efter et års pause.

## Om SBS NET
Den 1. januar 2007 gik SBS NET i luften på det lokale sendenet. SBS NET sendte lokale nyheder, underholdende dokumentarserier, rejseprogrammer, Sci-Fi-weekend, kvalitetsfilm og gode serier. Alle hverdage fem gange dagligt var SBS Net klar med seneste lokalnyt, fra dit lokalområde. Der sendes lokale nyheder fra København, Næstved, Odense, Århus & Aalborg fem gange dagligt. Klokken. 12.10 14.15 16.15 17.50 & 19.55. Og i weekenden to gange om dagligt, nemlig kl. 8.40 & 12.10. SBS Net var en GRATIS landsdækkende kanal, som kunne modtages via alm. UHF antenne. (kunne du modtage DR1 & TV2 så kunne du også modtage SBS NET). 
Nu er SBS NET blevet erstattet af 6'eren.

## 
*Kanal 4 blev flyttet over til parabol og kabel-tv

**SBS NET blev erstattet af 6'eren, 1. januar 2009

## Ekstern henvisning
- SBS NET Arkiveret 17. december 2008 hos  Wayback Machine
- SBS NET ØSTJYLLAND i Århus (Webside ikke længere tilgængelig)
- ANDRE STATIONER Arkiveret 11. februar 2011 hos  Wayback Machine